# Senti chi parla
Senti chi parla (Look Who's Talking) è un film del 1989 diretto da Amy Heckerling, interpretato da John Travolta e Kirstie Alley.
Il bambino protagonista del film nell'originale inglese ha la voce di Bruce Willis, mentre in italiano tale ruolo è stato affidato a Paolo Villaggio.

## Trama
Mollie Jensen è una donna in carriera di 33 anni che lavora come consulente fiscale a New York. È innamorata di Albert, un suo cliente; l'uomo decide di lasciare la moglie per fidanzarsi ufficialmente con lei. Da un rapporto sessuale in ufficio tra i due, viene concepito Mickey, che pur non essendo ancora nato ha la facoltà di pensare e ragionare e fin da subito non è per nulla entusiasta del padre; infatti lo giudica negativamente mentre si trova in grembo alla madre e lo sente cantare una canzone orribile (Dammi un bambino, che stupendo modo per dirti quanto t'amo...). Albert sembra felice della gravidanza di lei e insieme fanno grandi progetti. Tuttavia al nono mese, la tradisce e si fidanza con un'arredatrice. Mollie deciderà allora di cavarsela con le proprie forze e di mettersi alla ricerca dell'uomo giusto, che si riveli all'altezza di essere il padre per Mickey, ma ad ogni incontro si imbatte in uomini bizzarri e saccenti, quindi poco adatti a fare da padre a suo figlio e allora vengono liquidati immaginandoli troppo severi un domani.
Il neonato nutre una particolare simpatia per James, il tassista che ha aiutato Mollie ad arrivare all'ospedale mediante una guida spericolata e che entrerà sempre di più nella vita della piccola famiglia, facendo anche da baby-sitter al bambino e facendosi sempre più valere come valida figura paterna. Mollie in un primo momento gli nasconde la verità sulla nascita di Mickey, dicendogli che il piccolo non ha un padre essendo nato con l'inseminazione artificiale, ma quando Albert si rifà vivo James scopre la verità e dopo aver avuto una violenta colluttazione con l'uomo litiga con Mollie, che afferma che Albert è il più adatto per essere il padre di Mickey, anche per via dell'avere un vincolo genetico con lui e che James secondo lei è un bambino cresciuto, essendo più giovane di lei e per via dei suoi modi poco ortodossi di ottenere gratis molte cose.
La donna un giorno decide di far conoscere Mickey a suo padre, ma questi dimostrerà di avere come obiettivo soltanto il rifidanzarsi con Mollie, senza preoccuparsi troppo del figlio e per questo lei, in preda alla rabbia, sbatte il pannolino sporco sul tavolo del nuovo ufficio dell'uomo e distrugge una statua di vetro. I due si separano definitivamente. Alla fine, Mollie si rende conto che James è veramente il padre giusto per suo figlio, che lo fa capire alla madre dicendo ad alta voce la sua prima parola e cioè "Dadà" (storpiatura di papà) alla vista del giovane quando i due si rincontrano in modo rocambolesco nella pensione in cui era stato piazzato il nonno di James e poi si mettono finalmente insieme. Mickey, che finalmente ha visto realizzato il suo desiderio, per paura di una separazione tra la madre e James come con Albert pensa "Io dovrei cambiarmi il pannolino, ma questa volta qui mi conviene aspettare".

### Scena dopo i titoli di coda
Dopo i titoli di coda ci viene mostrata una scena immaginata da Mollie, rappresentante parte della nascita della sorella di Mickey, Julie, che comparirà poi in Senti chi parla 2 e in Senti chi parla adesso!.

## Produzione
Il film è stato girato a Vancouver, Columbia Britannica; l'appartamento di Mollie è il The Manhattan Housing Co-Op, al 784 di Thurlow Street.

## Sequel
Il film ha avuto due sequel, usciti rispettivamente nel 1990 e nel 1993:
- Senti chi parla 2
- Senti chi parla adesso!

## Riconoscimenti
- 1990 - Kids' Choice Award
  - Miglior film
- 1990 - People's Choice Awards
  - Miglior film commedia
- 1990 - Young Artist Award
  - Nomination Miglior film commedia per la famiglia
- 1990 - American Comedy Awards
  - Nomination Attrice più divertente a Kirstie Alley
- 1990 - Golden Screen
  - Golden Screen